# Homosexualität in Südafrika

Südafrika

Homosexualität weist in Südafrika eine vielfältige Geschichte auf, wenn es um die Rechte homosexueller Menschen geht, da traditionelle südafrikanische Sitten, westlicher Imperialismus, Apartheid und die Menschenrechtsbewegung jeweils ihre verschiedenen Auswirkungen hatten. 
Die Verfassung des demokratischen Südafrikas war die erste Verfassung der Welt, die eine Diskriminierung aufgrund der sexuellen Ausrichtung verbot. Am 1. Dezember 2006 schrieb das Land Geschichte, indem es als fünftes Land der Welt und erstes Land in Afrika die Ehe für gleichgeschlechtliche Partner öffnete.

## Geschichte

### Frühe Kolonialzeit
Sodomie war ein Bürgerrechtsvergehen und wurde als Oral- oder Analsex zwischen Männern definiert. Ein Gesetz von 1957 verbot Männern, sich in einen Sexualakt einzumischen, an dem mehr als zwei Personen teil hatten.

### Apartheid
Die Apartheid-Regierung stand den Rechten homosexueller Menschen feindlich gegenüber. Homosexuelle Handlungen konnten mit bis zu sieben Jahren Haft bestraft werden, und das Gesetz wurde dazu benutzt, um politische Aktivisten und Schwulenverbände zu schikanieren.
Ungeachtet der Strafbarkeit entstanden in den späten 1970er Jahren einige LGBT-Organisationen; zu der Zeit als 1976 die regierende National Party (NP) die Sodomiegesetze verschärfte. Bis in die späten 1980er Jahre waren LGBT-Organisationen gemäß der „Rassen“-Linie getrennt. Die Gay Association of South Africa war eine mehrheitlich weiße politische Organisation, die zunächst eine offizielle Position zur Apartheid vermied. Die Mitgliedschaft der Rand Gay Organisation dagegen war anders zusammengesetzt und diese Organisation ging von Beginn an auf Distanz zur Apartheidspolitik.
Von den 1960er bis in die späten 1980er Jahre hinein zwang das südafrikanische Militär weiße Schwule und Lesben dazu, sich unzähligen medizinischen, sogenannten „Heilverfahren“ zu unterziehen, teilweise wurden auch Geschlechtsumwandlungen durchgeführt. Dieser Umgang mit lesbischen Soldatinnen und schwulen Soldaten wird im Dokumentarfilm Property of the State aus dem Jahre 2003 behandelt.
In einigen Fällen veranlasste der Ausbruch der AIDS-Epidemie in Südafrika LGBT-Personen zum Outing, um sich danach gemeinsam gegen die Ausbreitung der Krankheit zu engagieren und die Versorgung von Menschen mit Hilfsmitteln sicherzustellen.

## Antidiskriminierungsgesetze
1993 sprach sich der Afrikanische Nationalkongress (ANC) für die rechtliche Anerkennung gleichgeschlechtlicher Ehen aus. Eine vorläufige Verfassung aus dieser Zeit untersagte die Diskriminierung aufgrund der sexuellen Ausrichtung. Infolge der Bemühungen von LBGT-Bewegungen und bedingt auch durch die weitere Unterstützung des ANC wurden diese Bestimmungen in die neue Verfassung übernommen und 1996 staatsrechtlich bestätigt. Damit wurde Südafrika weltweit der erste Staat, der in seiner Verfassung ausdrücklich ein Diskriminierungsverbot aufgrund der sexuellen Orientierung festschrieb. 
Im Jahr 1998 verabschiedete das Parlament ein sogenanntes „Beschäftigungs-Gleichheits“-Gesetz. Dieses beschützt Südafrikanerinnen und Südafrikaner vor Diskriminierung am Arbeitsplatz aufgrund ihrer sexuellen Orientierung. Für Gastronomie und Servicebereich wurde dieses Gesetz im Jahr 2000 noch detaillierter gefasst beziehungsweise ausgeweitet.

## Anerkennung gleichgeschlechtlicher Paare: Gleichgeschlechtliche Ehe

Hochzeit zweier Frauen in Langebaan

Im Dezember 2005 entschied das südafrikanische Verfassungsgericht, dass es verfassungswidrig sei, Menschen gleichen Geschlechts daran zu hindern, miteinander eine Ehe einzugehen. 
Im November 2006 votierte das südafrikanische Parlament mit 230 zu 41 Stimmen für einen Gesetzentwurf, der einerseits den Zugang zur bürgerlichen Ehe für gleichgeschlechtliche Paare öffnete und andererseits für unverheiratete gleichgeschlechtliche und andersgeschlechtliche Paare das Rechtsinstitut einer Eingetragenen Partnerschaft einführte. Das entsprechende Gesetz, der Civil Unions Act, wurde von der südafrikanischen Vizepräsidentin Phumzile Mlambo-Ngcuka am 30. November 2006 unterzeichnet.
Im April 2013 fand in KwaZulu-Natal die erste gleichgeschlechtliche Trauung nach Zulu-Tradition statt.

## Gesellschaftliche Situation

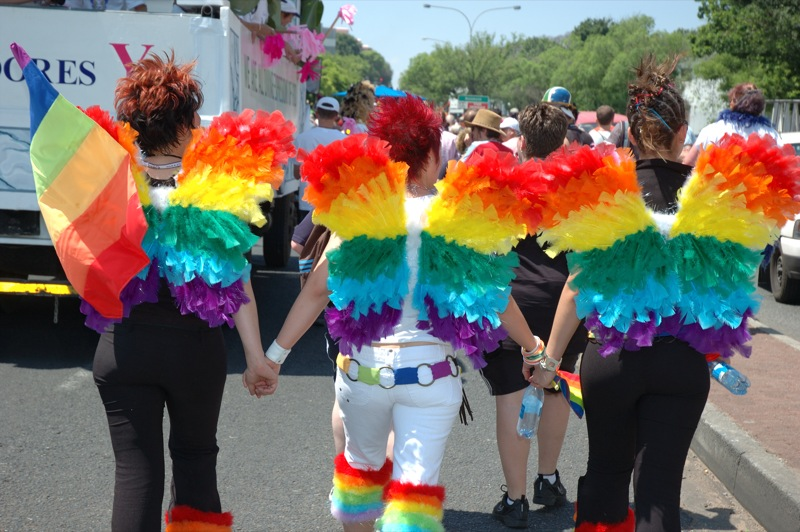
Gay Pride in Südafrika

Während Verfassung und Gesetz eine totale Gleichstellung von homosexuellen und heterosexuellen Menschen postulieren, gilt Homosexualität in der öffentlichen Meinung besonders außerhalb der Städte oftmals noch als Tabu. Nach einer Umfrage des Pew Research Centers sprechen sich 63 Prozent der Südafrikaner gegen homosexuelle Beziehungen aus und meinen, dass Homosexualität nicht akzeptiert werden solle.
Der Vorsitzende der rechten NP-Nachfolgepartei New National Party, Marthinus van Schalkwyk, stritt 1998 Vorwürfe ab, er habe einen Mann für Sex bezahlt. Dabei erklärte er, dass er ein „Boerseun“ (Bauernsohn oder Burensohn) sei, wodurch er implizierte, dass Homosexualität unter Afrikaanern (eine Gruppe der weißen Südafrikaner) nicht zu finden sei. LGBT-Organisationen forderten vergeblich eine Entschuldigung.
Lesbische Frauen aus kleineren Städten werden aufgrund ihrer als kritisch gegenüber männlichen Autorität wahrgenommenen Haltung häufig Opfer von Prügel- oder Vergewaltigungsdelikten. Es gibt in Südafrika keine Gesetzgebung gegen sogenannte „Hassverbrechen“ und der Polizei wird nachgesagt, solche Verbrechen zu ignorieren. Menschenrechtakteure glauben, dass Sexismus und Homophobie ihre Wurzeln in festgesessenen Frustrationen von männlichen Arbeitslosen und Armen haben.
Eine 2006 in der Provinz KwaZulu-Natal durchgeführte Befragung ergab, dass 20 Prozent der schwulen Schüler und 19 Prozent der lesbischen Schülerinnen bereits sexuell missbraucht oder vergewaltigt wurden. Schwarze und Inder – die dort einen Großteil der Bevölkerung ausmachen – sind gegenüber Weißen weit häufiger davon betroffen. Lesben werden oft mit dem vorgeblichen Ziel vergewaltigt, sie heterosexuell zu machen. Diese Form der Vergewaltigung wird auch als Korrekturvergewaltigung bezeichnet. Täter seien zu zwei Drittel Mitschüler, aber auch Lehrer und Schulleiter befinden sich darunter. Da die Opfer dem Gesundheitssystem misstrauen, suchen sie häufig keinen Arzt auf. Beinahe 20 Prozent der homosexuellen Jugendlichen haben schon einmal versucht, Suizid zu begehen.